# Lynn Ball
Lynn Ball (né au XXe siècle à London, Ontario, Canada) est un photojournaliste canadien. Frère de Doug Ball, un autre photojournaliste canadien renommé, il est surtout connu pour ses photos d'évènements mondains.

## Biographie
Doug Ball a appris l'art de la photographie à London en Ontario auprès de son père Johnny, qui fut entre autres photographe pour l'armée de l'air canadienne pendant la Seconde Guerre mondiale. 
En 1969, il quitte le Canada avec son frère Doug pour l'Australie. Ensemble, ils feront le tour du monde à bord d'une Chevrolet Corvette 1962.
Lynn Ball et son frère Doug ont tous deux travaillé pour The Canadian Press pendant les Jeux olympiques d'été de 1976 tenus à Montréal.
En 2005, son frère Doug et lui ont publié Life on a Press Pass, livre racontant différents évènements qu'ils ont couvert à titre de photojournalistes. Malgré un succès de vente, l'éditeur du livre a déclaré faillite en juillet 2006 et les frères Ball y ont perdu plusieurs milliers de dollars canadiens.